# Michael Vatcher
Michael Vatcher (Eureka (Californië), 12 november 1954) is een Amerikaanse jazzpercussionist.

## Biografie
Vatcher groeide op in Californië en volgde als kind vibrafoon- en snaredrumlessen. Hij studeerde aan het College of the Redwoods in zijn geboortestad. In Californië werkte hij samen met Michael Moore, evenals met John Handy en Terry Gibbs. Op 22-jarige leeftijd verhuisde hij naar New York, waar hij drumlessen kreeg van Joey Baron. Daar sloot hij zich aan bij de band Available Jelly, die in de staat Utah werd opgericht door de multi-instrumentalist Gregg Moore en de saxofonist Stuart Curtis, waartoe trompettist Jimmy Sernesky en Moores broer Michael Moore behoorden. De band kwam in de zomer van 1979 voor het eerst naar Europa om de theatermakers, dansers en clowns van de Great Salt Lake Mime Troupe te begeleiden. In Amsterdam trad Vatcher ook op met Ernst Reijseger, die hij al kende uit New York.
Met de leden van Available Jelly verhuisde hij in 1981 naar Amsterdam. Naast zijn werk in deze band, dat duurde tot 2011, zat hij in bands als het Tristan Honsinger Sextet, het Maarten Altena Ensemble, The Ex, Roof (met Phil Minton, Tom Cora en Luc Ex), in het Diftong kwartet met Han Buhrs, Cor Fuhler en Wilbert de Joode en werkte hij in een trio met Michiel Braam en Wilbert de Joode. In 1988 werkte hij mee aan het album Spy vs. Spy van John Zorn. Hij speelde Afro-Caribische en Zuid-Afrikaanse ritmes in de bands van Franky Douglas, Sean Bergin en Joe Malinga en klassieke filmmuziek met het Orkest Amsterdam Drama onder leiding van Maurice Horsthuis. Met bassist Lindsey Horner en Michael Moore maakte hij drie albums onder de bandnaam Jewels & Binoculars. In 2011 nam hij op met de formatie Platform 1 (Joe Williamson, Magnus Broo, Ken Vandermark en Steve Swell). Met Evan Parker en Richard Barrett bracht hij in 2016 het album On Growth and Form uit. Hij heeft bovendien opgetreden met Van Dyke Parks, Paul Termos, Simon Nabatov, Georg Gräwe, Frank Gratkowski, Hans Lüdemann, Mark Alban Lotz, Jan Klare, Eric Boeren en Boi Akih. Hij werkte ook als vaste compagnon voor de School voor Nieuwe Dansontwikkeling in Amsterdam en als partner van de danseressen Katie Duck en Eileen Standley. Na een concert op het North Sea Jazz Festival met Michael Moore, Achim Kaufmann en Wilbert de Joode keerde hij medio 2017 terug naar New York. Tom Lord volgde Vatcher op 100 albums tussen 1975 en 2018.
- Bibliothèque nationale de France: cb142358948 (data)
- Gemeinsame Normdatei: 134695259
- International Standard Name Identifier: 0000 0000 5519 4923
- Library of Congress Control Number: no97017342
- MusicBrainz: 285e755b-ee59-47b7-aae9-1e8c6769d499
- Nationale Bibliotheek van Israël: 987007419699305171
- Système universitaire de documentation: 14282724X
- Virtual International Authority File: 71604858
- WorldCat: E39PBJmttXfrwbbfdqtVDKqJDq